# Јован Н. Ивановић
Јован Н. Ивановић је био магистар филолошких наука, песник, есејиста, и критичар, антологичар и библиограф.

## Биографија
Рођен је 15.05.1941 године у селу Доњи Чаглић код Пакраца. Ниже разреде осмогодишње школе је похађао у Горњој Трнави код Нове Градишке, а више разреде је завршио у Дарувару. Средњу учитељску школу је завршио у Крижевцима 1961 године.  1966 године је завршио студије југословенске књижевноsти и српскохрватског језика у Београду нa  Филолошком факултету. На истом факултету је 1991 године је завршио постдипломске студије и стекао  звање магистра са темом „Пјесничко дјело Владимира Поповића“.
После завршених студија се запослио  у Тузли ( Босна и Херцеговина), прво у Грађевинској школи као професор немачког језика, а од 1967 године у  Гимназији „Меша Селимовић“ у Тузли као професор српскохрватског језика. Преласком у Београд 1992 године радио је у Самосталној класичној гимназији и у Трећој београдској гимназији. Од 1996  године има статус самосталног уметника – књижевника. Преминуо је у Београду 15. маја 2019 године.

## Књижевни рад
Књижевни рад је започео 1961 године у загребачком „Телеграфу“ и од тада пише и објављује поезију, критике, есеје, књижевне огледе и разматрања, бави се библиографијом. Данас је члан Удружења књижевника Србије и сарадник Матице српске у Новом Саду.

## Најзначајнја дела
Роман
- Професор златоусти Алкион, Свет књиге 2018

### Збирке песама
- „Ласте све даље“ (Универзал, Тузла, 1986)
- „Озимље свете ми горе“ (Елит, Београд, 1994)
- „Кормилар празног брода“ (Свет кљиге, Београд, 2008)

### Поеме
- Полиптихон „Мој отац јесте и није жив“ (Елит, Београд, 1992)

### Књижевни огледи  и разматрања
- „Овидљавања“ (Научна књига, Београд, 1996)
- „Нова овидљавања“ (Свет књиге, Београд, 2015)

### Студије
- „Пјесничко дјело Владимира Поповића“ (Просвјета, Загреб, 2000)
- „Поетичко и поезија у Селимовићевој Тврђави“ (Елит, Београд,  2001)
- Малапарте Владимира Поповића (Књижевна задруга, Бања Лука, 2003)
- „Студија и хрестоматија Теодор Павловић“ (Матица српска, Нови Сад, 2014)
- Хрестоманија : Петар Кочић у паралелама ( Матица српска, Бања Лука, 2002 )

### Антологије
- „Отац мој : антологија песама о оцу српских песника у 20. веку“ (Свет књиге, Београд, 2011)
- „Безсмертије : мала антологија песама сербског летописа Теодора Павловића“ (Свет књиге, Београд, 2016)
- Преписка Кочићева ( Народна библиотека и музејска збирка Зборник, 2018 )

### Приређивања
- Приређивање Кочића – обмане и промашаји (Свет књиге, Београд, 2011)
- Библиографија о Петру Кочићу у Сабраним делима Петра Кочића, 4. књига (Бесједа, Бања Лука, 2002)
- Кочићева библиографија  (Сајнос, Нови Сад, 2012)
- Лидија Сорелли, кантата (Независни универзитет Бања Лука и Задужбина Петра Кочића Бања Лука, 2013)
- Поема „Очи“ Владимира Поповића (Српска читаоница „Др Јован Рашковић, Београд, 2017)[3][4]

## Награде
- Друга награда за песму на конкурсу „Телеграфа“ Загреб 1961 године
- Прва награда за песму конкурса „Просветног прегледа“ 1983 године
- Републичка награда „Хасан Кикић“ за просвјетне раднике у БиХ за најбољег методичара у настави 1989 године
- Похвала Фондације „Драгојло Дудић“ за драму „Комплемент песмама“ 2001 годин